# (3054) Strugatskia
(3054) Strugatskia est un astéroïde de la ceinture principale.

## Description
(3054) Strugatskia est un astéroïde de la ceinture principale. Il fut découvert le 11 septembre 1977 à Naoutchnyï par Nikolaï Tchernykh. Il fut nommé en honneur de Arcadi et Boris Strougatski. Il présente une orbite caractérisée par un demi-grand axe de 3,09 UA, une excentricité de 0,21 et une inclinaison de 2,1° par rapport à l'écliptique.

## Compléments